# Lembit
Lembit är en estnisk ubåt, som numera är museifartyg i Tallinn.
Lembit byggdes 1937 av Vickers Armstrongs Limited i Newcastle i Storbritannien. Hon var det ena av två örlogsfartyg i Kalev-klassen för Estlands flotta och har sitt namn efter den estniske ledaren och härföraren Lembitu, som på 1200-talet slogs mot den tyska Svärdsriddarorden. Lembit var, efter den tidigare ryska kanonbåten Bobr, Estlands flottas andra fartyg med detta namn. 
Efter Sovjetunionens erövring av Estland tjänstgjorde Lembit 1940–1979 i Sovjetunionens flotta. Hon togs ur tjänst som beväpnat krigsfartyg 1955 och togs helt ur tjänst 1979.
Sedan 1979 är Lembit ett museifartyg, som visas av Estlands sjöfartsmuseum i Tallinns sjöflyghamn. I maj 2011 togs ubåten upp på land och är numera placerad i museibyggnaden.

## Bildgalleri

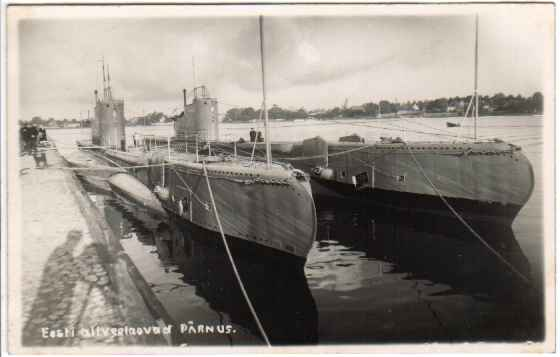
Kalev och Lembit i Pärnu. Fotot taget mellan 1937 och 1940.
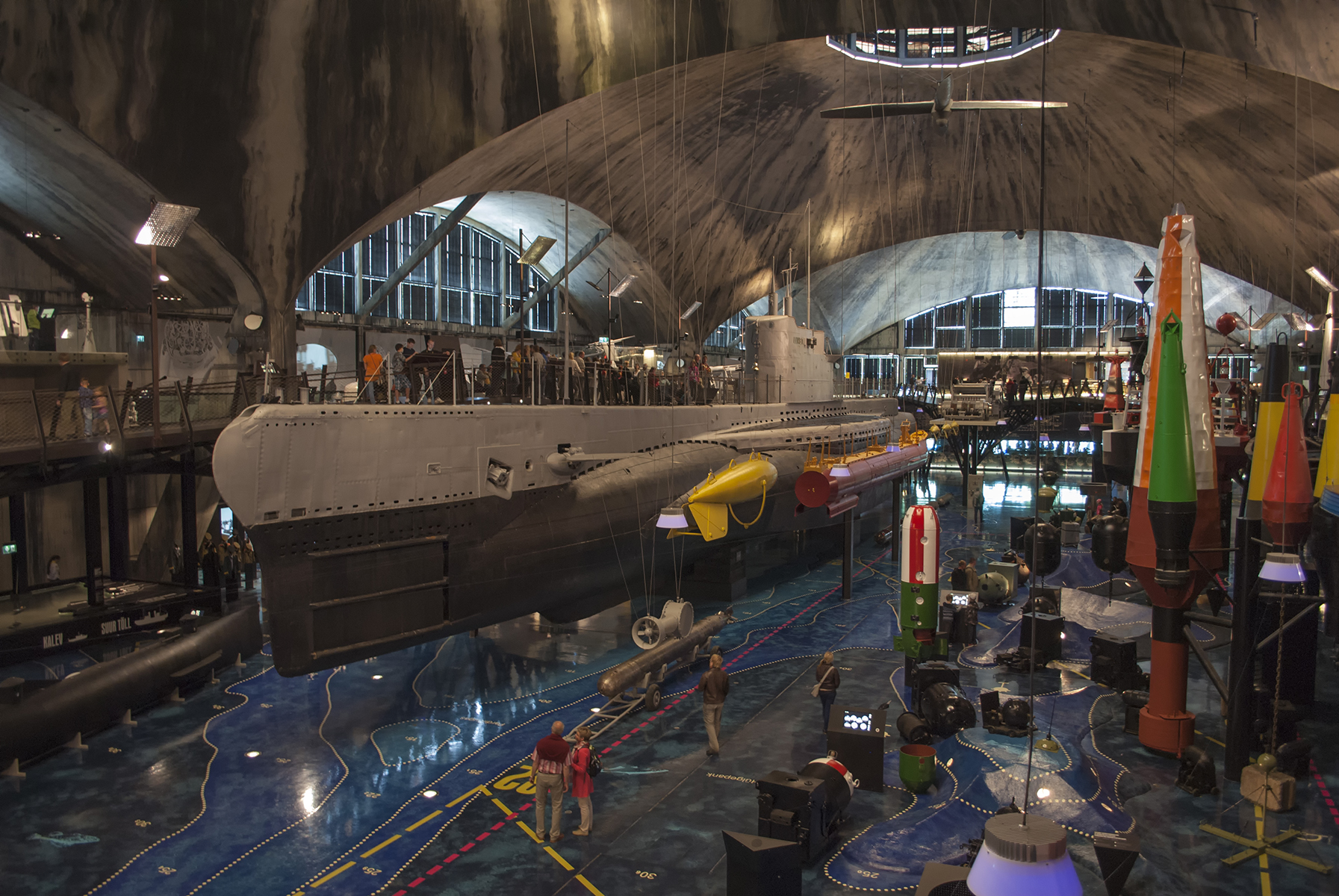
Lembit i Sjöflypplanshangaren i Tallinn, 2012
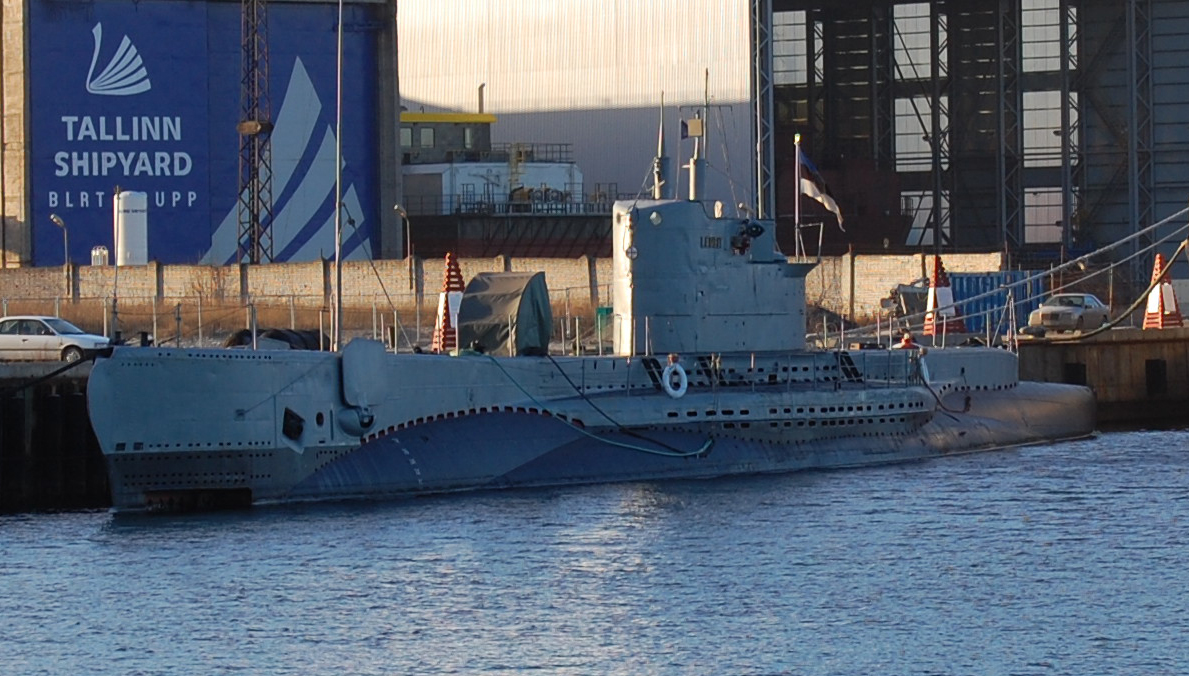
Lembit i Tallinns sjöflyghamn, 2008